# Élections législatives de 2022 en Charente
Les élections législatives françaises de 2022 se déroulent les 12 et 19 juin 2022. Dans la Charente, trois députés sont à élire dans le cadre de trois circonscriptions.

## Résultats de l'élection présidentielle de 2022 par circonscription
| Circonscription | 1er tour | 1er tour | 1er tour  |         | 2d tour | 2d tour |
| Circonscription | Macron   | Le Pen   | Mélenchon | Macron  | Le Pen  |         |
| --------------- | -------- | -------- | --------- | ------- | ------- | ------- |
| Circonscription |          |          |           |         |         |         |
| 1re             | 28,60 %  | 21,23 %  | 24,14 %   | 62,41 % | 37,59 % |         |
| 2e              | 28,51 %  | 27,82 %  | 16,42 %   | 52,87 % | 47,13 % |         |
| 3e              | 25,79 %  | 29,13 %  | 17,75 %   | 50,67 % | 49,33 % |         |

## Système électoral
Les élections législatives ont lieu au scrutin uninominal majoritaire à deux tours dans des circonscriptions uninominales.
Est élu au premier tour le candidat qui réunit la majorité absolue des suffrages exprimés et un nombre de voix au moins égal au quart (25 %) des électeurs inscrits dans la circonscription. Si aucun des candidats ne satisfait ces conditions, un second tour est organisé entre les candidats ayant réuni un nombre de voix au moins égal à un huitième des inscrits (12,5 %) ; les deux candidats arrivés en tête du premier tour se maintiennent néanmoins par défaut si un seul ou aucun d'entre eux n'a atteint ce seuil. Au second tour, le candidat arrivé en tête est déclaré élu.
Le seuil de qualification basé sur un pourcentage du total des inscrits et non des suffrages exprimés rend plus difficile l'accès au second tour lorsque l'abstention est élevée. Le système permet en revanche l'accès au second tour de plus de deux candidats si plusieurs d'entre eux franchissent le seuil de 12,5 % des inscrits. Les candidats en lice au second tour peuvent ainsi être trois, un cas de figure appelé « triangulaire ». Les second tours où s'affrontent quatre candidats, appelés « quadrangulaire » sont également possibles, mais beaucoup plus rares.

### Partis et nuances
Les résultats des élections sont publiés en France par le ministère de l'Intérieur, qui classe les partis en leur attribuant des nuances politiques. Ces dernières sont décidées par les préfets, qui les attribuent indifféremment de l'étiquette politique déclarée par les candidats, qui peut être celle d'un parti ou une candidature sans étiquette.
En 2022, seules les coalitions Ensemble (ENS) et Nouvelle Union populaire écologique et sociale (NUP), ainsi que le Parti radical de gauche (RDG), l'Union des démocrates et indépendants (UDI), Les Républicains (LR), le Rassemblement national (RN) et Reconquête (REC) se voient attribuer  une nuance propre,,.
Tous les autres partis se voient attribuer l'une ou l'autre des nuances suivantes : DXG (divers extrême gauche), DVG (divers gauche), ECO (écologiste), REG (régionaliste), DVC (divers centre), DVD (divers droite), DSV (droite souverainiste) et DXD (divers extrême droite). Des partis comme Debout la France ou Lutte ouvrière ne disposent ainsi pas de nuance propre, et leurs résultats nationaux ne sont pas publiés séparément par le ministère, car mélangés avec d'autres partis (respectivement dans les nuances DSV et DXG),.

## Résultats

### Élus
| Circonscription | Député sortant | Parti | Parti      | Groupe | Député élu ou réélu | Parti | Parti      | Groupe |
| --------------- | -------------- | ----- | ---------- | ------ | ------------------- | ----- | ---------- | ------ |
| 1re             | Thomas Mesnier |       | HOR        | LREM   | Thomas Mesnier      |       | HOR        | HOR    |
| 2e              | Sandra Marsaud |       | LREM - TDP | LREM   | Sandra Marsaud      |       | LREM - TDP | RE     |
| 3e              | Jérôme Lambert |       | MDC        | SOC    | Caroline Colombier  |       | RN         | RN     |

### Résultats à l'échelle du département

#### Résultats par coalition
| Parti ou coalition                                           | Parti ou coalition                                           | Parti ou coalition                  | Premier tour | Premier tour | Premier tour | Second tour   | Second tour   | Second tour | Total Sièges  | +/-           |  |
| Parti ou coalition                                           | Parti ou coalition                                           | Parti ou coalition                  | Voix         | %            | Sièges       | Voix          | %             | Sièges      | Total Sièges  | +/-           |  |
| ------------------------------------------------------------ | ------------------------------------------------------------ | ----------------------------------- | ------------ | ------------ | ------------ | ------------- | ------------- | ----------- | ------------- | ------------- |  |
|                                                              |                                                              | Horizons (H)                        | 12 336       | 9,78         | 0            | 18 854        | 16,59         | 1           | 1             | Nv            |  |
|                                                              | La République en marche (LREM)                               | 11 568                              | 9,17         | 0            | 19 965       | 17,57         | 1             | 1           | 1             |               |  |
|                                                              | Mouvement démocrate (MoDem)                                  | 9 286                               | 7,36         | 0            | 19 787       | 17,41         | 0             | 0           | Nv            |               |  |
| Total Ensemble (ENS)                                         | Total Ensemble (ENS)                                         | 33 190                              | 26,31        | 0            | 58 606       | 51,57         | 2             | 2           | en stagnation |               |  |
|                                                              |                                                              | La France insoumise (LFI)           | 19 396       | 15,37        | 0            | 18 830        | 16,57         | 0           | 0             | en stagnation |  |
|                                                              | Parti socialiste (PS)                                        | 8 851                               | 7,02         | 0            |              |               |               | 0           | 1             |               |  |
| Total Nouvelle Union populaire écologique et sociale (NUPES) | Total Nouvelle Union populaire écologique et sociale (NUPES) | 28 247                              | 22,39        | 0            | 18 830       | 16,57         | 0             | 0           | 1             |               |  |
|                                                              | Rassemblement national (RN)                                  | Rassemblement national (RN)         | 26 223       | 20,78        | 0            | 36 208        | 31,86         | 1           | 1             | 1             |  |
|                                                              |                                                              | Les Républicains (LR)               | 8 956        | 7,10         | 0            |               |               |             | 0             | en stagnation |  |
| Total Union de la droite et du centre (UDC)                  | Total Union de la droite et du centre (UDC)                  | 8 956                               | 7,10         | 0            | 0            | en stagnation |               |             |               |               |  |
|                                                              | Mouvement des citoyens (MDC)                                 | Mouvement des citoyens (MDC)        | 8 142        | 6,45         | 0            | 0             | Nv            |             |               |               |  |
|                                                              | Dissidents NUPES                                             | Dissidents NUPES                    | 5 065        | 4,01         | 0            | 0             | Nv            |             |               |               |  |
|                                                              |                                                              | Reconquête (REC)                    | 1 731        | 1,37         | 0            | 0             | Nv            |             |               |               |  |
|                                                              | Via, la voie du peuple (VIA)                                 | 1 521                               | 1,21         | 0            | 0            | Nv            |               |             |               |               |  |
|                                                              | Centre national des indépendants et paysans (CNIP)           | 1 284                               | 1,02         | 0            | 0            | Nv            |               |             |               |               |  |
| Total Reconquête et alliés (REC)                             | Total Reconquête et alliés (REC)                             | 4 536                               | 3,60         | 0            | 0            | Nv            |               |             |               |               |  |
|                                                              | Écologie au centre (ÉAC)                                     | Écologie au centre (ÉAC)            | 2 314        | 1,83         | 0            | 0             | en stagnation |             |               |               |  |
|                                                              | Parti radical de gauche (PRG)                                | Parti radical de gauche (PRG)       | 1 915        | 1,52         | 0            | 0             | Nv            |             |               |               |  |
|                                                              | Lutte ouvrière (LO)                                          | Lutte ouvrière (LO)                 | 1 355        | 1,07         | 0            | 0             | en stagnation |             |               |               |  |
|                                                              |                                                              | Les Patriotes (LP)                  | 772          | 0,61         | 0            | 0             | Nv            |             |               |               |  |
|                                                              | Debout la France (DLF)                                       | 553                                 | 0,44         | 0            | 0            | en stagnation |               |             |               |               |  |
| Total Union pour la France (UPF)                             | Total Union pour la France (UPF)                             | 1 325                               | 1,05         | 0            | 0            | en stagnation |               |             |               |               |  |
|                                                              |                                                              | France Libre (FL)                   | 963          | 0,76         | 0            | 0             | Nv            |             |               |               |  |
| Total Convergence RIC (CRIC)                                 | Total Convergence RIC (CRIC)                                 | 963                                 | 0,76         | 0            | 0            | Nv            |               |             |               |               |  |
|                                                              | Parti animaliste (PA)                                        | Parti animaliste (PA)               | 758          | 0,60         | 0            | 0             | Nv            |             |               |               |  |
|                                                              |                                                              | Alliance centriste (AC)             | 320          | 0,25         | 0            | 0             | Nv            |             |               |               |  |
| Total Les écologistes avec la majorité présidentielle (ÉMP)  | Total Les écologistes avec la majorité présidentielle (ÉMP)  | 320                                 | 0,25         | 0            | 0            | Nv            |               |             |               |               |  |
|                                                              | Nouveau Parti anticapitaliste (NPA)                          | Nouveau Parti anticapitaliste (NPA) | 252          | 0,20         | 0            | 0             | Nv            |             |               |               |  |
|                                                              | Sans étiquette (SE)                                          | Sans étiquette (SE)                 | 2 603        | 2,06         | 0            | 0             | en stagnation |             |               |               |  |
|                                                              |                                                              |                                     |              |              |              |               |               |             |               |               |  |
| Suffrages exprimés                                           | Suffrages exprimés                                           | Suffrages exprimés                  | 126 164      | 97,26        |              | 113 644       | 90,15         |             |               |               |  |
| Votes blancs                                                 | Votes blancs                                                 | Votes blancs                        | 2 341        | 1,80         | 8 303        | 6,59          |               |             |               |               |  |
| Votes nuls                                                   | Votes nuls                                                   | Votes nuls                          | 1 208        | 0,93         | 4 111        | 3,26          |               |             |               |               |  |
| Total                                                        | Total                                                        | Total                               | 129 713      | 100          | 0            | 126 058       | 100           | 3           | 3             | en stagnation |  |
| Abstentions                                                  | Abstentions                                                  | Abstentions                         | 128 661      | 49,80        |              | 132 313       | 51,21         |             |               |               |  |
| Inscrits/Participation                                       | Inscrits/Participation                                       | Inscrits/Participation              | 258 374      | 50,20        | 258 371      | 48,79         |               |             |               |               |  |

#### Résultats par nuance
| Nuance                 | Nuance                                         | Nuance                 | Premier tour | Premier tour | Premier tour | Second tour | Second tour   | Second tour | Total Sièges | +/-           |  |
| Nuance                 | Nuance                                         | Nuance                 | Voix         | %            | Sièges       | Voix        | %             | Sièges      | Total Sièges | +/-           |  |
| ---------------------- | ---------------------------------------------- | ---------------------- | ------------ | ------------ | ------------ | ----------- | ------------- | ----------- | ------------ | ------------- |  |
|                        | Ensemble !                                     | ENS                    | 33 190       | 26,31        | 0            | 58 606      | 51,57         | 2           | 2            | en stagnation |  |
|                        | Nouvelle Union populaire écologique et sociale | NUP                    | 28 247       | 22,39        | 0            | 18 830      | 16,57         | 0           | 0            | 1             |  |
|                        | Rassemblement national                         | RN                     | 26 223       | 20,78        | 0            | 36 208      | 31,86         | 1           | 1            | 1             |  |
|                        | Divers gauche                                  | DVG                    | 15 122       | 11,99        | 0            |             |               |             | 0            | en stagnation |  |
|                        | Les Républicains                               | LR                     | 8 956        | 7,10         | 0            | 0           | en stagnation |             |              |               |  |
|                        | Reconquête                                     | REC                    | 4 536        | 3,60         | 0            | 0           | Nv            |             |              |               |  |
|                        | Ecologistes                                    | ECO                    | 4 035        | 3,20         | 0            | 0           | en stagnation |             |              |               |  |
|                        | Divers                                         | DIV                    | 2 603        | 2,06         | 0            | 0           | en stagnation |             |              |               |  |
|                        | Divers extrême gauche                          | DXG                    | 1 607        | 1,27         | 0            | 0           | en stagnation |             |              |               |  |
|                        | Droite souverainiste                           | DSV                    | 1 325        | 1,05         | 0            | 0           | en stagnation |             |              |               |  |
|                        | Divers centre                                  | DVC                    | 320          | 0,25         | 0            | 0           | Nv            |             |              |               |  |
|                        |                                                |                        |              |              |              |             |               |             |              |               |  |
| Suffrages exprimés     | Suffrages exprimés                             | Suffrages exprimés     | 126 164      | 97,26        |              | 113 644     | 90,15         |             |              |               |  |
| Votes blancs           | Votes blancs                                   | Votes blancs           | 2 341        | 1,80         | 8 303        | 6,59        |               |             |              |               |  |
| Votes nuls             | Votes nuls                                     | Votes nuls             | 1 208        | 0,93         | 4 111        | 3,26        |               |             |              |               |  |
| Total                  | Total                                          | Total                  | 129 713      | 100          | 0            | 126 058     | 100           | 3           | 3            | en stagnation |  |
| Abstentions            | Abstentions                                    | Abstentions            | 128 661      | 49,80        |              | 132 313     | 51,21         |             |              |               |  |
| Inscrits/Participation | Inscrits/Participation                         | Inscrits/Participation | 258 374      | 50,20        | 258 371      | 48,79       |               |             |              |               |  |

### Cartes

Nuance politique des candidats arrivés en tête dans chaque commune au 1er tour.
Nuance politique des candidats arrivés en tête dans chaque commune au 2e tour.

### Résultats par circonscription

#### Première circonscription
Député sortant : Thomas Mesnier (Horizons).
| Candidat                 | Candidat                 | Parti et coalition       | Nuance                   | Premier tour | Premier tour | Second tour | Second tour |
| Candidat                 | Candidat                 | Parti et coalition       | Nuance                   | Voix         | %            | Voix        | %           |
| ------------------------ | ------------------------ | ------------------------ | ------------------------ | ------------ | ------------ | ----------- | ----------- |
|                          | Thomas Mesnier           | HOR (ENS)                | ENS                      | 12 336       | 30,45        | 18 854      | 50,03       |
|                          | René Pilato,             | LFI (NUPES)              | NUP                      | 11 152       | 27,53        | 18 830      | 49,97       |
|                          | Anna Martinese           | RN                       | RN                       | 6 503        | 16,05        |             |             |
|                          | Jean-François Dauré,     | PS diss.                 | DVG                      | 5 065        | 12,50        |             |             |
|                          | Alice Clergeau           | LR (UDC)                 | LR                       | 2 122        | 5,24         |             |             |
|                          | Dominique de Lorgeril    | REC                      | REC                      | 1 731        | 4,27         |             |             |
|                          | Corinne Berthelot        | ÉAC                      | ECO                      | 1 237        | 3,05         |             |             |
|                          | Olivier Nicolas          | LO                       | DXG                      | 363          | 0,90         |             |             |
|                          |                          |                          |                          |              |              |             |             |
| Votes valides            | Votes valides            | Votes valides            | Votes valides            | 40 509       | 98,06        | 37 684      | 92,40       |
| Votes blancs             | Votes blancs             | Votes blancs             | Votes blancs             | 522          | 1,26         | 2 012       | 4,93        |
| Votes nuls               | Votes nuls               | Votes nuls               | Votes nuls               | 280          | 0,68         | 1 086       | 2,66        |
| Total                    | Total                    | Total                    | Total                    | 41 311       | 100          | 40 782      | 100         |
| Abstention               | Abstention               | Abstention               | Abstention               | 42 466       | 50,69        | 42 981      | 51,31       |
| Inscrits / participation | Inscrits / participation | Inscrits / participation | Inscrits / participation | 83 777       | 49,31        | 83 763      | 48,69       |

À la suite d'un recours, une nouvelle élection a lieu les 22 et 29 janvier 2023 en raison de l'invalidation de 27 des suffrages obtenus par Thomas Mesnier d'Horizons au 2d tour, quand l'écart avec son concurrent de la NUPES n'était que de 24 voix. Lors de celle-ci, René Pilato de La France Insoumise devient le nouveau député de la circonscription en battant au 2d tour Thomas Mesnier avec près de 500 voix d'avance.

#### Deuxième circonscription
Députée sortante : Sandra Marsaud (La République en marche - Territoires de progrès).
| Candidat                 | Candidat                 | Parti et coalition       | Nuance                   | Premier tour | Premier tour | Second tour | Second tour |
| Candidat                 | Candidat                 | Parti et coalition       | Nuance                   | Voix         | %            | Voix        | %           |
| ------------------------ | ------------------------ | ------------------------ | ------------------------ | ------------ | ------------ | ----------- | ----------- |
|                          | Sandra Marsaud,          | LREM - TDP (ENS)         | ENS                      | 11 568       | 28,77        | 19 965      | 55,16       |
|                          | Marceau Rapasse          | RN                       | RN                       | 9 245        | 22,99        | 16 228      | 44,84       |
|                          | Chloé Chevalier,         | LFI (NUPES)              | NUP                      | 8 244        | 20,50        |             |             |
|                          | Jean-Hubert Lelièvre     | LR (UDC)                 | LR                       | 4 920        | 12,24        |             |             |
|                          | Jérôme Desbrosse         | PRG                      | DVG                      | 1 915        | 4,76         |             |             |
|                          | Daphné Goriaux           | VIA                      | REC                      | 1 521        | 3,78         |             |             |
|                          | Carole Bataille          | ÉAC                      | ECO                      | 1 077        | 2,68         |             |             |
|                          | William Sauton           | LP (UPF)                 | DSV                      | 772          | 1,92         |             |             |
|                          | Quentin Caulliez         | PA                       | ECO                      | 477          | 1,19         |             |             |
|                          | Françoise Bessas         | LO                       | DXG                      | 470          | 1,17         |             |             |
|                          |                          |                          |                          |              |              |             |             |
| Votes valides            | Votes valides            | Votes valides            | Votes valides            | 40 209       | 97,33        | 36 193      | 90,56       |
| Votes blancs             | Votes blancs             | Votes blancs             | Votes blancs             | 773          | 1,87         | 2 622       | 6,56        |
| Votes nuls               | Votes nuls               | Votes nuls               | Votes nuls               | 330          | 0,80         | 1 149       | 2,88        |
| Total                    | Total                    | Total                    | Total                    | 41 312       | 100          | 39 964      | 100         |
| Abstention               | Abstention               | Abstention               | Abstention               | 42 385       | 50,64        | 43 745      | 52,26       |
| Inscrits / participation | Inscrits / participation | Inscrits / participation | Inscrits / participation | 83 697       | 49,36        | 83 709      | 47,74       |

#### Troisième circonscription
Député sortant : Jérôme Lambert (Mouvement des citoyens, élu en 2017 sous l'étiquette Parti socialiste).
| Candidat                 | Candidat                 | Parti et coalition       | Nuance                   | Premier tour | Premier tour | Second tour | Second tour |
| Candidat                 | Candidat                 | Parti et coalition       | Nuance                   | Voix         | %            | Voix        | %           |
| ------------------------ | ------------------------ | ------------------------ | ------------------------ | ------------ | ------------ | ----------- | ----------- |
|                          | Caroline Colombier       | RN                       | RN                       | 10 475       | 23,05        | 19 980      | 50,24       |
|                          | Sylvie Mocœur,           | MoDem (ENS)              | ENS                      | 9 286        | 20,43        | 19 787      | 49,76       |
|                          | Marie-Pierre Noël,       | PS (NUPES)               | NUP                      | 8 851        | 19,48        |             |             |
|                          | Jérôme Lambert           | MDC                      | DVG                      | 8 142        | 17,92        |             |             |
|                          | Laurent Fouillet         | SE                       | DIV                      | 2 603        | 5,73         |             |             |
|                          | Pierre Henri Guignard    | LR (UDC)                 | LR                       | 1 914        | 4,21         |             |             |
|                          | Aurore de Clisson,       | CNIP                     | REC                      | 1 284        | 2,83         |             |             |
|                          | Francis Lalanne,         | FL (CRIC)                | ECO                      | 963          | 2,12         |             |             |
|                          | Nathalie Alloncle        | DLF (UPF)                | DSV                      | 553          | 1,22         |             |             |
|                          | Patrick Curgali          | LO                       | DXG                      | 522          | 1,15         |             |             |
|                          | Sandrine Baruch          | AC (ÉMP)                 | DVC                      | 320          | 0,70         |             |             |
|                          | Éric Tomsin              | PA                       | ECO                      | 281          | 0,62         |             |             |
|                          | Alexandre Raguet         | NPA                      | DXG                      | 252          | 0,55         |             |             |
|                          |                          |                          |                          |              |              |             |             |
| Votes valides            | Votes valides            | Votes valides            | Votes valides            | 45 446       | 96,51        | 39 767      | 87,76       |
| Votes blancs             | Votes blancs             | Votes blancs             | Votes blancs             | 1 046        | 2,22         | 3 669       | 8,10        |
| Votes nuls               | Votes nuls               | Votes nuls               | Votes nuls               | 598          | 1,27         | 1 876       | 4,14        |
| Total                    | Total                    | Total                    | Total                    | 47 090       | 100          | 45 312      | 100         |
| Abstention               | Abstention               | Abstention               | Abstention               | 43 810       | 48,20        | 45 587      | 50,15       |
| Inscrits / participation | Inscrits / participation | Inscrits / participation | Inscrits / participation | 90 900       | 51,80        | 90 899      | 49,85       |